# 总离子强度调节缓冲溶液
总离子强度调节缓冲溶液（TISAB，Total Ionic Strength Adjustment Buffer）是一种用于保持溶液具有较高的离子强度的缓冲溶液。通常来说，这种溶液主要应用在电位分析法上，尤其是与离子选择性电极有关的电位分析。由于在电位分析法中的电位值往往与被分析离子的活度（而不是浓度）的对数成线性关系，总离子强度调节缓冲溶液对于分析的准确度有着至关重要的意义。

## 组成
一般来说，总离子强度调节缓冲溶液除了具有稳定离子强度的作用之外，还常常会附带地具有一些其它的功能，以更好地提高分析的准确度。因此，一般来说总离子强度调节缓冲溶液具有以下的一种或多种成分：
- 高浓度惰性电解质。这是维持总离子强度稳定的关键。常用的惰性电解质包括硝酸钾、氯化钠、高氯酸钾等。
- 酸碱缓冲对。大部分的被分析物（英语：analyte）的存在形态与溶液的酸度是有关系的。为了保证被分析物全部以可以被检出的形态存在，需要保证溶液的pH值处于一定的范围。向溶液中加入缓冲溶液可以很好地做到这一点。根据所需要的pH的不同，用到的缓冲溶液种类也不同，最常用的是醋酸-醋酸钠缓冲对。
- 掩蔽剂（英语：masking agent）。由于被分析的体系往往是复杂的，其中可能含有各种干扰物质干扰检测，故溶液中往往需要加入适当的掩蔽剂来掩蔽干扰物。常见的掩蔽剂主要是络合剂，在TISAB中应用较多的包括EDTA，檸檬酸鉀等。

## 实例
总离子强度缓冲溶液最常见的应用，见于用氟离子选择性电极对氟离子的电位法测定之中。氟离子选择性电极由内参比电极（常用银-氯化银电极）、内充液（一定浓度的氟化钠与氯化钠混合溶液）与氟化镧晶片（掺有氟化钙和氟化铕，以提高导电性）组成。其中最核心的部件就是氟化镧晶片（这种晶片很薄，又称为晶体膜）。将电极插入到待测离子的溶液时，溶液中的离子会被晶片吸附。而且，由于晶体缺陷的存在，还会发生离子的交换，从而在晶体膜表面建立了双电层结构，并产生膜电位：
{\displaystyle \phi =K-{\frac {RT}{F}}\ln a(\mathrm {F^{-}} )}
{\displaystyle \phi }表示膜电位，{\displaystyle R}为理想气体常数，{\displaystyle T}为热力学温度，{\displaystyle F}为法拉第常数，{\displaystyle a(\mathrm {F^{-}} )}表示氟离子的活度。由膜电位产生的机理可见，有多种因素对氟离子浓度测定的准确度存在影响，包括总离子强度，pH，溶液中共存的其它离子等。为此，一种总离子强度缓冲溶液的配制方法如下：
将102克硝酸钾、83克醋酸钠、32克柠檬酸钾（均为无水盐）和14毫升冰醋酸混合，并加入600毫升去离子水溶解，溶液的pH应为5.0至5.5，如超出这一范围应该以氢氧化钠溶液或醋酸调节，调节完成后用去离子水稀释至1升。
下面就其中各组分的作用作简要说明：
- 硝酸钾：用于稳定总的离子强度。由于仪器直接测得的是电位，电位与活度的对数成线性关系。而浓度等于活度除以活度系数，因此为了准确测定浓度就需要保持恒定的活度系数。通常来说，用电位法测定的水样中的氟离子浓度在{\displaystyle 10^{-2}\mathrm {mol} \cdot \mathrm {L} ^{-1}}以下，因此{\displaystyle 1\mathrm {mol} \cdot \mathrm {L} ^{-1}}的硝酸钾溶液对于维持总离子强度是完全足够的。
- 醋酸钠-冰醋酸：缓冲对，用于维持溶液的pH，同时，醋酸钠的存在对于维持离子强度也有一定作用。在氟离子选择性电极中，保持pH恒定具有十分重要的意义。当pH过低时，氟离子将会与氢离子结合，形成HF分子或HF2−等无法被晶体膜检测出来的物种，严重干扰检测，而pH过高时，氢氧根离子也可能与晶体膜表面作用并产生相应的信号，如果pH很高，还可能使氟化镧转化为氢氧化镧，同样严重干扰检测。
- 柠檬酸钾：掩蔽剂。由于它与金属离子形成的主要是螯合物，故能很好地掩蔽很多的金属离子。在水样中常常会存在可以与氟离子形成络合物的干扰离子，如Fe(III)，Al(III)等。这些离子的存在会使得溶液中自由存在的氟离子浓度降低。